# Salajärvi (sjö, lat 61,20, long 26,35)
Salajärvi är en sjö i Finland. Den ligger i kommunen Heinola i landskapet Päijänne-Tavastland, i den södra delen av landet, 140 km nordost om huvudstaden Helsingfors. Salajärvi ligger 93,5 meter över havet. Den ligger vid sjöarna Särkijärvi och Karijärvi. I omgivningarna runt Salajärvi växer i huvudsak blandskog. Den är 16,59 meter djup. Arean är 4,04 kvadratkilometer och strandlinjen är 23,63 kilometer lång. Sjön  ingår i Kymmene älvs huvudavrinningsområde. 